# Irländsk sporthäst
Den irländska sporthästen är en typ av häst som avlas i Irland under ledning av föreningen "Irish Horse Board". Irländska sporthästar är i grund och botten korsningar mellan  engelska fullblod och Irish draught-hästar och de ska vara atletiska med goda förmågor att tävlas på hög nivå inom ridsporten. De är ännu inte erkända som egen ras men har ett gott rykte om sig som naturliga talanger inom ridsport. 

## Historia
Den irländska sporthästen avlades fram efter en modell som arbetats fram i Storbritannien under slutet av 1800-talet. Där använde man det engelska fullblodet för att förbättra hunterhästar som användes till jaktridning. Under 1900-talets mitt ökade intresset för ridsport över hela världen och den brittiska föreningen arbetade istället för avel av renavlade sporthästar för alla discipliner inom ridningen som t.ex. dressyr, banhoppning och fälttävlan. De brittiska sporthästarna avlades selektivt men med en stor variation av olika hästraser även om grunden ofta låg i det snabba engelska fullblodet.
På Irland skedde liknande ändringar i hästaveln under denna tid men det fanns inget riktigt register eller någon stambok för de riktigt stora sporthästarna. Irish draught-hästar som är tyngre varmblodshästar och vagnshästar användes även till jakt och förbättrades ofta med hjälp av fullblodshästar för att bli lättare i typen och mer atletiska. 
För att samordna denna aveln och skapa en stambok och en mer selektiv avelsplan startades föreningen "Irish Horse Board" år 1993. Dessa fick till uppgift att sköta stamböckerna och aveln av både den irländska sporthästen och Irish draught-hästarna. Genom att sätta upp strikta regler skulle man även öka kvalitén på de irländska sporthästarna. Enbart korsningar mellan Irish draught och engelska fullblod blev tillåtna. 
Sedan 1999 har den irländska sporthästen nått stora framgångar på tävlingsbanorna och stamboken har utökats till att innehålla ett korsningsprogram där även hästar som har avlats fram med hjälp av angloarab, connemaraponny eller arabiskt fullblod får registreras om de möter de tuffa kriterierna.

## Egenskaper

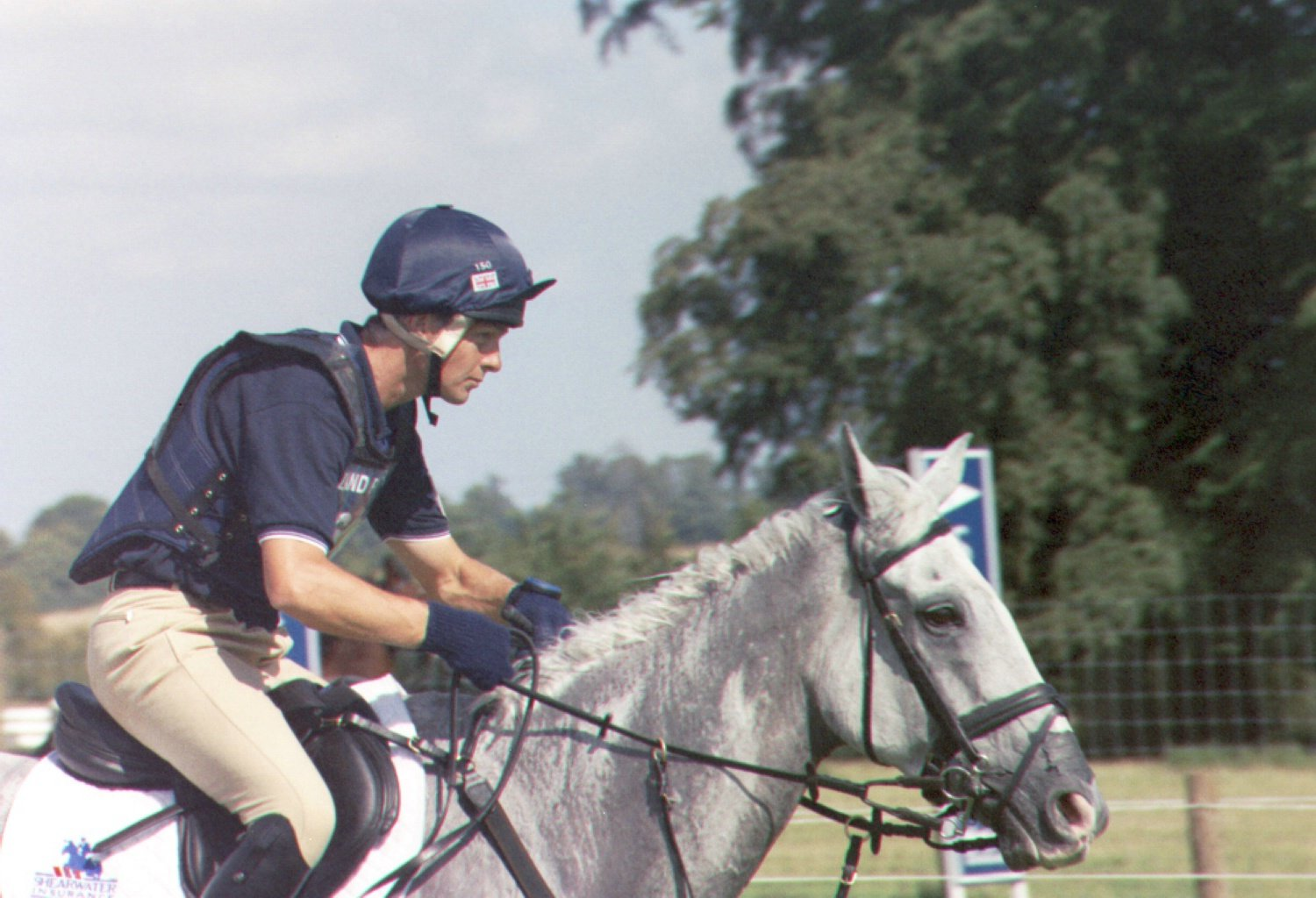
Irländska ryttarinnan Leslie Law och den irländska sporthästen Shear H2O under fälttävlan i Burghley, 2004

Till skillnad från den brittiska sporthästen som var modell åt den irländska sporthästen, är de irländska uppfödarna strikt hållna när det gäller inkorsning av hästar och hästarna ska även hålla en specifik standard som har satts för hästarna. Bland annat är mankhöjden satt till mellan 150 och 160 cm för ston medan hingstar måste nå över 160 cm för att bli godkända. Föl som föds får registreras om båda föräldrarna är registrerade i den ordinarie delen av stamboken och möter alla kriterier. 
Den irländska sporthästen måste ha korrekta gångarter och vara bekväma att rida med ett lätthanterligt temperament. De har ett ädelt och atletiskt utseende med långa och väl musklade ben. Huvudet är attraktivt med antingen rak eller lätt utåtbuktande nosrygg. Ryggen är kort och kompakt men stark. Alla färger är tillåtna men det är ovanligt med skäckar eller tigrerade hästar. 
Hästarna ska vara atletiska och ha goda förmågor för att kunna användas både till nöjesridning och till tävling på hög nivå. Den irländska sporthästen ska vara stark, snabb och intelligent.  
Den irländska sporthästen kan även delas in i tre kategorier. 
- 1. Lättviktare. Avsedd att användas för ryttare som väger under 70 kg. Kallas även Lady's Horse då den främst används av kvinnor
- 2. Medelviktare. Avsedd att bära ryttare mellan 70 och 90 kg. Den vanligaste typen av häst, som finns kvar idag. Används även som vagnshäst.
- 3. Tungviktare. Avsedd att bära ryttare över 90 kg. Används ibland även inom lättare jordbruk.

Idag är det ovanligt med lättviktare och tungviktare och medelviktaren som är vanligast kan bära alla slags ryttare utan problem.  